# Bertrand Nautayre
Bertrand Nautayre (ou Notayre ou encore Nautaire) était un notable de Toulouse au XVe siècle, qui fut notamment capitoul en 1436-1437 (titulaire du capitoulat de la Dalbade), et qui officia comme receveur de l'impôt entre 1438 et 1442. Il était recensé comme épicier lors de son capitoulat.